# Barbara Claßenová
Barbara Claßen, (23. listopad 1957 – 13. červen 1990 Grenzach-Wyhlen, Německo) byla reprezentantka Německa v judu.

## Sportovní kariéra
Patřila k hvězdám předolympijského ženského juda. Ještě k lepším výsledkům jí však bránila Belgičanka Ingrid Berghmans. V roce 1988 startovala na olympijských hrách v Soulu v ukázkové disciplíně ženského juda a vybojovala třetí místo. Bylo to zároveň její poslední vystoupení v německé reprezentaci. Konec kariéry a přechod do běžného života psychicky nezvládla. V létě roku 1990 spáchala sebevraždu.

## Výsledky

### Váhové kategorie
| Turnaj             | 1977           | 1978           | 1979           | 1980           | 1981           | 1982           | 1983           | 1984           | 1985           | 1986           | 1987           | 1988           |
| Turnaj             | 20             | 21             | 22             | 23             | 24             | 25             | 26             | 27             | 28             | 29             | 30             | 31             |
| Turnaj             | polotěžká váha | polotěžká váha | polotěžká váha | polotěžká váha | polotěžká váha | polotěžká váha | polotěžká váha | polotěžká váha | polotěžká váha | polotěžká váha | polotěžká váha | polotěžká váha |
| ------------------ | -------------- | -------------- | -------------- | -------------- | -------------- | -------------- | -------------- | -------------- | -------------- | -------------- | -------------- | -------------- |
| Mistrovství světa  |                |                |                | 2.             |                | 1.             |                | 2.             |                | 3.             | 3.             |                |
| Mistrovství Evropy | 3.             | 1.             | 3.             | 3.             | 2.             | 2.             | 3.             | 1.             | 2.             | 2.             | 5.             | ?              |

### Bez rozdílu vah
| Turnaj             | 1977 | 1978 | 1979 | 1980 | 1981 | 1982 | 1983 | 1984 | 1985 | 1986 | 1987 | 1988 |
| Turnaj             | 20   | 21   | 22   | 23   | 24   | 25   | 26   | 27   | 28   | 29   | 30   | 31   |
| ------------------ | ---- | ---- | ---- | ---- | ---- | ---- | ---- | ---- | ---- | ---- | ---- | ---- |
| Mistrovství světa  |      |      |      | 3.   |      | —    |      | —    |      | —    | —    |      |
| Mistrovství Evropy | úč.  | ?    | 1.   | 1.   | 1.   | 3.   | 3.   | —    | —    | —    | —    | ?    |